# NOTAM
Um NOTAM é um documento que tem por finalidade divulgar, antecipadamente, toda informação aeronáutica que seja de interesse direto e imediato à segurança, regularidade e eficiência da navegação aérea.
Conforme estipula a OACI, um NOTAM, para que atinja sua finalidade, deve ser expedido com no mínimo sete dias de antecedência, de modo que ele possa divulgar a informação aeronáutica por tempo suficiente, antes que ela passe a vigorar. A divulgação da informação aeronáutica só não ocorrerá antecipadamente nos casos em que súbita e inesperadamente surgirem imprevistos que acarretem deficiências em serviços ou instalações aeronáuticas. Nestes casos, o NOTAM deverá ser expedido imediatamente.
As informações de um NOTAM são divulgadas pelas entidades governamentais de proteção ao voo incumbidas de prestar o Serviço de Informação Aeronáutica.

## Classificação dos NOTAM

### Quanto ao âmbito
Os NOTAM são classificados em:
- Nacionais: expedidos no país, para atender os interesses da aviação civil daquele mesmo país.
- Internacionais: expedidos no país, para atender os interesses da aviação civil internacional.
- Estrangeiros: NOTAM internacionais expedidos por outros países, para atender os interesses da aviação civil internacional, mas que atendem os interesses da aviação civil nacional dos países que os consultam.[nota 6]

## Informações divulgadas mediante NOTAM
Eis alguns exemplos de informações que, dados o assunto e a natureza delas, são divulgadas mediante NOTAM:
- Interdição de aeródromos devido a voos presidenciais ou presença de outras autoridades que demandem medidas extremas de segurança.
- Fechamento de pistas de aeródromos devido, por exemplo, a buraco, obras ou aeronave acidentada na pista.
- Inoperâncias ou restrições operacionais em equipamentos de auxílio à radionavegação e/ou às telecomunicações.
- Alertas a respeito da realização de saltos de paraquedistas, fora (ou parcialmente fora) do espaço aéreo controlado.
- Existência de obstáculos nas proximidades da área de manobras dos aeródromos.
- Presença de aves próximo às cabeceiras das pistas.
- Exercícios de tiro militar (quando os projéteis atravessam porções do espaço aéreo).